# Osmia atrocyanea
Osmia atrocyanea är en biart som beskrevs av Cockerell 1897. Osmia atrocyanea ingår i släktet murarbin, och familjen buksamlarbin. Inga underarter finns listade i Catalogue of Life.